# Joji Ikegami
Joji Ikegami (池上 丈二 Ikegami Joji?), född 6 november 1994 i Kumamoto prefektur, är en japansk fotbollsspelare.
Ikegami började sin karriär 2017 i Renofa Yamaguchi FC.